# ليندا ياماموتو
ليندا ياماموتو (باليابانية: 山本リンダ؛ بالكانا: やまもと リンダ) هي مغنية وممثلة يابانية، ولدت في 1951 في كيتاكيوشو في اليابان.

## وصلات خارجية
- الموقع الرسمي
- ليندا ياماموتو على موقع IMDb (الإنجليزية)
- ليندا ياماموتو على موقع ميوزك برينز (الإنجليزية)
- ليندا ياماموتو على موقع ميوزك برينز (الإنجليزية)
- ليندا ياماموتو على موقع ديسكوغز (الإنجليزية)